# Élections législatives de 1978 en Saône-et-Loire
Les élections législatives françaises de 1978 se déroulent les 12 et 19 mars 1978. Dans le département de Saône-et-Loire, cinq députés sont à élire dans le cadre de cinq circonscriptions.

## Élus
| Circonscription | Député sortant                             | Parti | Parti | Député élu ou réélu | Parti | Parti |
| --------------- | ------------------------------------------ | ----- | ----- | ------------------- | ----- | ----- |
| 1re             | Romain Buffet suppléant de Philippe Malaud |       | RI    | Philippe Malaud     |       | CNIP  |
| 2e              | Paul Duraffour                             |       | MRG   | Paul Duraffour      |       | MRG   |
| 3e              | Henri Lacagne                              |       | RPR   | André Billardon     |       | PS    |
| 4e              | Jean Braillon suppléant d'André Jarrot     |       | RI    | André Jarrot        |       | RPR   |
| 5e              | Pierre Joxe                                |       | PS    | Pierre Joxe         |       | PS    |

## Résultats

### Résultats à l'échelle du département
| Parti          | Parti                                       | Premier tour | Premier tour | Second tour | Second tour | Sièges |
| Parti          | Parti                                       | Voix         | %            | Voix        | %           | Sièges |
| -------------- | ------------------------------------------- | ------------ | ------------ | ----------- | ----------- | ------ |
|                | Parti socialiste                            | 70 638       | 23,30        | 126 203     | 40,24       | 2      |
|                | Parti communiste français                   | 56 236       | 18,55        | Retrait     | Retrait     | 0      |
|                | Mouvement des radicaux de gauche            | 24 375       | 8,04         | 36 479      | 11,63       | 1      |
|                | Union de la gauche                          | 151 249      | 49,90        | 162 682     | 51,87       | 3      |
|                |                                             |              |              |             |             |        |
|                | Rassemblement pour la République            | 85 187       | 28,10        | 116 472     | 37,14       | 1      |
|                | Centre national des indépendants et paysans | 25 258       | 8,33         | 34 488      | 11,00       | 1      |
|                | Union pour la démocratie française          | 18 901       | 6,24         | Retrait     | Retrait     | 0      |
|                | Divers droite                               | 9 111        | 3,01         |             |             | 0      |
|                | Majorité présidentielle                     | 138 457      | 45,68        | 150 960     | 48,13       | 2      |
|                |                                             |              |              |             |             |        |
|                | Extrême gauche                              | 5 647        | 1,86         |             |             | 0      |
|                | Divers écologiste                           | 2 598        | 0,86         | 0           |             |        |
|                | Gaullistes d'opposition                     | 2 393        | 0,79         | 0           |             |        |
|                | Extrême droite                              | 1 782        | 0,59         | 0           |             |        |
|                | Parti socialiste unifié                     | 1 004        | 0,33         | 0           |             |        |
|                |                                             |              |              |             |             |        |
| Inscrits       | Inscrits                                    | 379 258      | 100,00       | 379 183     | 100,00      | 5      |
| Abstentions    | Abstentions                                 | 70 100       | 18,48        | 60 186      | 15,87       |        |
| Votants        | Votants                                     | 309 158      | 81,52        | 318 997     | 84,13       |        |
| Blancs et nuls | Blancs et nuls                              | 6 028        | 1,95         | 5 355       | 1,68        |        |
| Exprimés       | Exprimés                                    | 303 130      | 98,05        | 313 642     | 98,32       |        |

### Résultats par circonscription

#### Première circonscription (Mâcon)
| Candidat       | Candidat                      | Parti          | Premier tour | Premier tour | Second tour | Second tour |  |
| Candidat       | Candidat                      | Parti          | Voix         | %            | Voix        | %           |  |
| -------------- | ----------------------------- | -------------- | ------------ | ------------ | ----------- | ----------- |  |
|                | Philippe Malaud sortant réélu | CNIP           | 24 200       | 38,77        | 34 488      | 52,55       |  |
|                | Jean-Pierre Worms             | PS             | 16 562       | 26,54        | 31 135      | 47,45       |  |
|                | Maurice Perdrix               | PCF            | 10 979       | 17,59        | Retrait     | Retrait     |  |
|                | André Lapras                  | Divers droite  | 7 189        | 11,52        |             |             |  |
|                | Georgette Beschet             | PSD            | 1 322        | 2,12         |             |             |  |
|                | Yves Andreu                   | LO             | 1 188        | 1,9          |             |             |  |
|                | Bernard Vincenti              | MDD            | 975          | 1,56         |             |             |  |
|                |                               |                |              |              |             |             |  |
| Inscrits       | Inscrits                      | Inscrits       | 80 184       | 100,00       | 80 181      | 100,00      |  |
| Abstentions    | Abstentions                   | Abstentions    | 16 492       | 20,57        | 13 426      | 16,74       |  |
| Votants        | Votants                       | Votants        | 63 692       | 79,43        | 66 755      | 83,26       |  |
| Blancs et nuls | Blancs et nuls                | Blancs et nuls | 1 277        | 2            | 1 132       | 1,7         |  |
| Exprimés       | Exprimés                      | Exprimés       | 62 415       | 98           | 65 623      | 98,3        |  |

#### Deuxième circonscription (Charolles)
| Candidat       | Candidat                     | Parti          | Premier tour | Premier tour | Second tour | Second tour |  |
| Candidat       | Candidat                     | Parti          | Voix         | %            | Voix        | %           |  |
| -------------- | ---------------------------- | -------------- | ------------ | ------------ | ----------- | ----------- |  |
|                | Paul Duraffour sortant réélu | MRG (PS)       | 24 375       | 38,46        | 36 479      | 56,44       |  |
|                | Marcel Blanchard             | RPR            | 14 833       | 23,4         | 28 158      | 43,56       |  |
|                | Jean Drevon                  | UDF (PR)       | 11 093       | 17,5         | Retrait     | Retrait     |  |
|                | Hubert Louis                 | PCF            | 10 426       | 16,45        | Retrait     | Retrait     |  |
|                | Françoise Leviez             | LO             | 1 261        | 1,99         |             |             |  |
|                | Didier Picard                | PFN            | 892          | 1,41         |             |             |  |
|                | Mme Bedjali-Decour           | Divers droite  | 498          | 0,79         |             |             |  |
|                |                              |                |              |              |             |             |  |
| Inscrits       | Inscrits                     | Inscrits       | 78 879       | 100,00       | 78 877      | 100,00      |  |
| Abstentions    | Abstentions                  | Abstentions    | 14 376       | 18,23        | 13 202      | 16,74       |  |
| Votants        | Votants                      | Votants        | 64 503       | 81,77        | 65 675      | 83,26       |  |
| Blancs et nuls | Blancs et nuls               | Blancs et nuls | 1 125        | 1,74         | 1 038       | 1,58        |  |
| Exprimés       | Exprimés                     | Exprimés       | 63 378       | 98,26        | 64 637      | 98,42       |  |

#### Troisième circonscription (Autun - Le Creusot)
| Candidat       | Candidat            | Parti          | Premier tour | Premier tour | Second tour | Second tour |  |
| Candidat       | Candidat            | Parti          | Voix         | %            | Voix        | %           |  |
| -------------- | ------------------- | -------------- | ------------ | ------------ | ----------- | ----------- |  |
|                | Jean Taulelle       | RPR            | 23 874       | 41,85        | 27 135      | 46,5        |  |
|                | André Billardon élu | PS             | 18 149       | 31,82        | 31 217      | 53,5        |  |
|                | Jean Fabre          | PCF            | 10 896       | 19,1         | Retrait     | Retrait     |  |
|                | Claude Jouffret     | Écologie 78    | 2 598        | 4,55         |             |             |  |
|                | Édouard Silberstein | LO             | 779          | 1,37         |             |             |  |
|                | Jean-Claude Rapon   | UGP            | 749          | 1,31         |             |             |  |
|                |                     |                |              |              |             |             |  |
| Inscrits       | Inscrits            | Inscrits       | 68 827       | 100,00       | 68 801      | 100,00      |  |
| Abstentions    | Abstentions         | Abstentions    | 10 742       | 15,61        | 9 441       | 13,72       |  |
| Votants        | Votants             | Votants        | 58 085       | 84,39        | 59 360      | 86,28       |  |
| Blancs et nuls | Blancs et nuls      | Blancs et nuls | 1 040        | 1,79         | 1 008       | 1,7         |  |
| Exprimés       | Exprimés            | Exprimés       | 57 045       | 98,21        | 58 352      | 98,3        |  |

#### Quatrième circonscription (Chalon-Sud - Montceau-les-Mines)
| Candidat       | Candidat                   | Parti          | Premier tour | Premier tour | Second tour | Second tour |  |
| Candidat       | Candidat                   | Parti          | Voix         | %            | Voix        | %           |  |
| -------------- | -------------------------- | -------------- | ------------ | ------------ | ----------- | ----------- |  |
|                | André Jarrot sortant réélu | RPR            | 27 452       | 46,85        | 30 330      | 50,14       |  |
|                | André Lotte                | PS             | 14 408       | 24,59        | 30 159      | 49,86       |  |
|                | André Faivre               | PCF            | 13 840       | 23,62        | Retrait     | Retrait     |  |
|                | Louisa Adam                | PSU (FA)       | 1 004        | 1,71         |             |             |  |
|                | Pierre Zankoc              | LO             | 1 003        | 1,71         |             |             |  |
|                | Annick Picard              | PFN            | 890          | 1,52         |             |             |  |
|                |                            |                |              |              |             |             |  |
| Inscrits       | Inscrits                   | Inscrits       | 72 585       | 100,00       | 72 563      | 100,00      |  |
| Abstentions    | Abstentions                | Abstentions    | 12 801       | 17,64        | 11 100      | 15,3        |  |
| Votants        | Votants                    | Votants        | 59 784       | 82,36        | 61 463      | 84,7        |  |
| Blancs et nuls | Blancs et nuls             | Blancs et nuls | 1 187        | 1,99         | 974         | 1,58        |  |
| Exprimés       | Exprimés                   | Exprimés       | 58 597       | 98,01        | 60 489      | 98,42       |  |

#### Cinquième circonscription (Chalon-Nord - Louhans)
| Candidat       | Candidat                  | Parti              | Premier tour | Premier tour | Second tour | Second tour |  |
| Candidat       | Candidat                  | Parti              | Voix         | %            | Voix        | %           |  |
| -------------- | ------------------------- | ------------------ | ------------ | ------------ | ----------- | ----------- |  |
|                | Pierre Joxe sortant réélu | PS                 | 21 519       | 34,88        | 33 692      | 52,2        |  |
|                | Bernard Tremeau           | RPR                | 19 028       | 30,84        | 30 849      | 47,8        |  |
|                | Marcel Bossu              | PCF                | 10 095       | 16,36        | Retrait     | Retrait     |  |
|                | Émile Voarick             | UDF (Rad)          | 7 808        | 12,66        |             |             |  |
|                | Michel Millet             | CNIP               | 1 058        | 1,71         |             |             |  |
|                | Patrick Prost             | LO                 | 726          | 1,18         |             |             |  |
|                | Jacques Vuitton           | MDD                | 669          | 1,08         |             |             |  |
|                | Guy Cornec                | LCR                | 347          | 0,56         |             |             |  |
|                | Mme Camille Perret        | UOPDP              | 343          | 0,56         |             |             |  |
|                | J. Simonetti              | Divers droite (DC) | 102          | 0,17         |             |             |  |
|                |                           |                    |              |              |             |             |  |
| Inscrits       | Inscrits                  | Inscrits           | 78 783       | 100,00       | 78 761      | 100,00      |  |
| Abstentions    | Abstentions               | Abstentions        | 15 689       | 19,91        | 13 017      | 16,53       |  |
| Votants        | Votants                   | Votants            | 63 094       | 80,09        | 65 744      | 83,47       |  |
| Blancs et nuls | Blancs et nuls            | Blancs et nuls     | 1 399        | 2,22         | 1 203       | 1,83        |  |
| Exprimés       | Exprimés                  | Exprimés           | 61 695       | 97,78        | 64 541      | 98,17       |  |